# Idaea cervantaria
Idaea cervantaria är en fjärilsart som beskrevs av Pierre Millière 1872. Idaea cervantaria ingår i släktet Idaea och familjen mätare. Inga underarter finns listade i Catalogue of Life.